# Amamiclytus subnitidus
Amamiclytus subnitidus är en skalbaggsart som beskrevs av Holzschuh 1984. Amamiclytus subnitidus ingår i släktet Amamiclytus och familjen långhorningar.
Artens utbredningsområde är Taiwan. Inga underarter finns listade i Catalogue of Life.